# Totana
Totana est une commune de la région de Murcie en Espagne et se situe au quart sud-ouest de la région. Son économie est principalement basée sur l'agriculture et l'élevage.

## Économie
Les principaux secteurs économiques de Totana sont l'agriculture et de l'élevage (porcins et volailles).
au cours des dernières années la croissance économique a favorisé le développement d'autres secteurs :
- Industrie de la viande
- Construction
- Entreposage et distribution d'œufs

Totana a également un rôle important mettant l'accent sur l'artisanat traditionnel comme la poterie et la céramique.

## Patrimoine
- La Bastida: un site archéologique qui consiste aux restes d'un ancien hameau de l'Âge du bronze et de la civilisation argarique[2].
- Église de Santiago[3]
- Casa de las Contribuciones[3]
- Sanctuaire de Santa Eulalia de Mérida[3]

## Personnalités
- Chendo, footballeur espagnol